# Villiers-sur-Marne

 Villiers-sur-Marne  es una comuna y población de Francia, en la región de Isla de Francia, departamento de Valle del Marne, en el distrito de Nogent-sur-Marne. Es la cabecera del cantón homónimo.
Su población municipal en 2007 era de 28 158 habitantes.
No está integrada en ninguna Communauté d'agglomération u organismo similar.

## Demografía
| 600 | 718 | 671 | 704 | 721 | 700 | 765 | 719 | 853 | 824 | 919 | 990 | 1 109 | 1 287 | 1 493 | 1 750 | 2 055 | 1 935 | 2 552 | 3 011 | 3 827 | 5 613 | 6 145 | 7 020 | 7 172 | 9 205 | 13 068 | 15 789 | 22 293 | 22 022 | 22 740 | 26 632 | 28 158 |
| Para los censos de 1962 a 1999 la población legal corresponde a la población sin duplicidades (Fuente: INSEE [Consultar]) |     |     |     |     |     |     |     |     |     |     |     |       |       |       |       |       |       |       |       |       |       |       |       |       |       |        |        |        |        |        |        |        |